# Шаји ан Гатине
Шали-он-Гатине (фр. Chailly-en-Gâtinais) је насељено место у Француској у региону Центар, у департману Лоаре.
По подацима из 2011. године у општини је живело 690 становника, а густина насељености је износила 37,56 становника/km².

## Демографија
| 1962. | 1968. | 1975. | 1982. | 1990. | 2011. |
| ----- | ----- | ----- | ----- | ----- | ----- |
| 316   | 298   | 340   | 415   | 459   | 690   |